# Галичский детинец
Галичский детинец — ядро древнерусского Галича, столицы Галицкого и, впоследствии, Галицко-Волынского княжества.

## Расположение
Городище древнего Галича локализовано на территории села Крылос. Оно располагается на мысовидном отроге высокого коренного берега реки Луквы, правого притока Днестра. С запада мыс защищался обрывом берега и омывался водами реки, а с востока был ограничен труднопроходимым крутым оврагом Мозолевого потока, правого притока Луквы. Высота мыса над уровнем реки около 70 м. На этой неприступной горе, с вершины которой хорошо обозреваются окрестности, стояла крепость, занимавшая в XII—XIII веках около 50 га площади.
Защищённый естественными преградами мыс был дополнительно укреплён искусственными сооружениями. С южной, напольной, стороны его защищали три мощные линии валов и рвов. На расстоянии около 1300 м от стрелки мыса была сооружена оборонительная линия из тройных валов и рвов, соединяющих обрывистый берег Луквы с оврагом Мозолевого потока и отрезающих мыс с напольной стороны у самого основания. Длина этой линии около 600 м. В центральной части валов имеется разрыв, защищённый с внешней стороны земляными насыпями, по-видимому, след от главных ворот города.
На расстоянии около 500 м к северу мыс перерезала вторая, дугообразная выгнутая линия укреплений, состоящая из двух мощных валов и глубокого рва между ними. Максимальная высота вала от уровня внутренней площадки городища — 10, а от дна рва — 15 м. Общая длина линии 624 м. Оба вала, особенно внешний, в наши дни значительно раскопаны. В восточной части оборонительной линии существует разрыв, носящий название Воротище, через которое сегодня проходит главная улица села.
На самой стрелке мыса, на расстоянии около 300 м от второй линии обороны, находилась небольшая площадка подтреугольной формы, размером приблизительно 150×200 м. Раскопками установлено, что она была укреплена по периметру двумя валами, насыпанными не ранее конца XI века. Площадка имеет местное название Золотой Ток, и ряд исследователей считают, что именно здесь находился княжеский двор, рядом с которым находилась церковь Спаса. Найденные археологами предметы свидетельствуют о принадлежности большинства жителей Золотого тока к привилегированным слоям населения. Также на территории Золотого тока выявлены несколько мастерских, по-видимому, обслуживавших княжеский двор. По соседству с Золотым током на средней площадке располагался возведённый князем Ярославом Осмомыслом в 1157 году Успенский собор, один из крупнейших на Руси.
В. В. Аулих считал, что все три укреплённые площадки, относящиеся к городищу Галича, являлись крепостью или детинцем, и служили убежищем для жителей торгово-ремесленного посада «Подгородья», который находился у подножия Крылосской горы, а также для населения других окружавших крепость поселений — ремесленных слобод, боярских и монастырских усадеб. Согласно другому мнению, нижняя площадка укреплённой территории древнего Галича являлась окольным городом.
Естественную неприступность городища усиливали искусственные укрепления. Так, в разных местах на склоне мыса насыпались валы, а на них возводились деревянные конструкции, от которых остался слой горелого дерева. Трудная проходимость Мозолевого потока усложнялась ещё поднятием уровня вод при помощи целой системы дамб.

## История
Наиболее древние жилища на территории Галичского детинца прослеживаются археологами с VIII века. Поселение на этом месте в последующие века быстро разрослось в связи с нахождением на торговом пути между Киевом и Польшей, а также с начинающимся здесь ответвлением торгового пути в Венгрию через «Русские ворота». Система укреплений Галича формируется на рубеже XII и XIII веков. В начале XIII века город пережил несколько осад в ходе междоусобных войн. Галич был разорён и частично разрушен в результате Батыева нашествия, но некоторое время продолжал быть центром Галичской епархии. Окончательный упадок древнего Галича датируют серединой XIV века в связи с военным вторжением польских и литовских феодалов. Постепенно административный центр переместился на новое место в 7 км ниже по течению Луквы у её впадения в Днестр, где прежде предположительно существовала пристань старой столицы. Это место стало ядром нового города, сохранившего название Галич. На высоком берегу Днестра был сооружён Галицкий замок (Старостинский замок).